# True North (album)
Pour les articles homonymes, voir True North.
Albums de Bad Religion
The Dissent of Man
(2010) Christmas Songs
(2013)
Singles
1. Fuck You
Sortie : 6 novembre 2012
2. True North
Sortie : 18 décembre 2012

True North est le seizième album de Bad Religion. Il est sorti en 2013.

## Liste des chansons
| #  | Titre                     | Durée | Compositeur |
| 01 | True North                | 1:55  |             |
| 02 | Past is Dead              | 2:38  |             |
| 03 | Robin Hood in Reverse     | 2:53  |             |
| 04 | Land of Endless Greed     | 1:53  |             |
| 05 | Fuck You                  | 2:13  |             |
| 06 | Dharma and the Bomb       | 2:00  |             |
| 07 | Hello Cruel World         | 3:49  |             |
| 08 | Vanity                    | 1:01  |             |
| 09 | In Their Hearts is Right  | 1:59  |             |
| 10 | Crisis Time               | 2:39  |             |
| 11 | Dept. of False Hope       | 2:40  |             |
| 12 | Nothing To Dismay         | 2:06  |             |
| 13 | Popular Consensus         | 1:52  |             |
| 14 | My Head is Full of Ghosts | 1:46  |             |
| 15 | The Island                | 1:28  |             |
| 16 | Changing Tide             | 2:22  |             |